# Gamma Hydri
Gamma Hydri (Foo Pih, 62 Hydri) é uma estrela na direção da constelação de Hydrus. Possui uma ascensão reta de 03h 47m 14.23s e uma declinação de −74° 14′ 21.3″. Sua magnitude aparente é igual a 3.26. Considerando sua distância de 214 anos-luz em relação à Terra, sua magnitude absoluta é igual a −0.83. Pertence à classe espectral M2III.